# 柳亭燕枝 (3代目)
三代目 柳亭 燕枝（りゅうてい えんし、1894年（明治27年）12月3日 - 1955年（昭和30年）7月19日）は、落語家。本名∶進藤 勝利。

## 来歴
八代目入船亭扇橋（進藤大次郎）の実子。本名の「勝利」は日清戦争の勝利を願って名付けられた。
1911年に父の元で左喜松、のちに二代目談洲楼燕枝門下で青柳燕の助、1916年1月には五明楼春輔を経て、1917年11月にはそれまで所属だった睦会から中立会に移籍に伴い六代目柳亭小燕枝。
1930年11月には睦会復帰で六代目都々逸坊扇歌、1943年5月には三代目柳亭燕枝を襲名した。
柳家小きんに小燕枝の名前を襲名させようと動いたが、小きんの師匠の四代目柳家小さんが「小三治」を継がせる腹づもりがあり、両者間の話し合いで小燕枝襲名の話はなくなった。

## 弟子
- 三代目月の家圓鏡